# Peter Shor
Peter Williston Shor, född den 14 augusti 1959 i New York, är en amerikansk professor i tillämpad matematik vid MIT. Shor är verksam inom kvantberäkning och har utvecklat Shors algoritm, en kvantalgoritm för faktorisering som är exponentiellt snabbare än den bästa för närvarande kända algoritmen som körs på en klassisk dator.